# Korrin
A korrin tetrapirrol. Bár nem ismert önmagában, érdeklődés van iránta, mivel a B12-vitamin kofaktorához és kromoforjához kapcsolódó alapmakrociklus. Neve arra utal, hogy B12-vitamin (kobalaminok)„magja”. Az ilyen magvú vegyületek a korrinok.
Két természetes vegyületekben, például kobalaminban azonos sztereokémiájú sztereoközpontja van.

## Koordinációs kémia
Deprotonálás után a korrinoid gyűrű képes kobalt kötésére. A B12-vitaminban az így keletkező komplex benzimidazol-származék ligandumot is tartalmaz, az oktaéder 6. helye katalitikus központ.
A korringyűrű a porfiringyűrűkre hasonlít. Mindkettő 4 pirrolszerű alegységet tartalmaz gyűrűbe rendezve. A korrinok központja C11N4-, a porfirinok C12N4-gyűrű. A 4 nitrogénatom konjugált rendszerben kapcsolódik váltakozó kettős és egyes kötésekkel. A porfirinokkal ellentétben a korrinok a pirrolszerű egységeket teljesen konjugálttá tevő egyik szénatommal nem rendelkeznek. Mivel konjugált rendszerük csak a gyűrű háromnegyedéig ér, és nem tartalmazza a külső szénatomokat, a korrinokban több nem konjugált sp3-szénatom van, így rugalmasabbak a porfirinoknál és nem olyan laposak. Egy harmadik hasonló biológiai szerkezet, a klorofillban található kloringyűrű a porfirin és a korrin átmenete, a porfirinokhoz hasonlóan 20 szénatom van, konjugált rendszere körbeér, de csak 6 szélső szénatom vesz részt.
A korrolok (oktadehidrokorrinok) a korrinok teljesen aromás származékai.

## Bioszintézis
A Propionibacterium nemzetség különböző korrinoidokat állít elő 5-aminolevulinsavból. Ezek porfobilinogénné dimerizálódnak, majd 4 porfobilinogén-egység uroporfirinogénekké alakul, melyeket az uroporfirinogén III-metiltranszferáz metilál. Ezután egy mintegy 30 reakcióból álló sorozat után jönnek létre biológiailag aktív korrinoidok, például a kobalamin.

## Fordítás
- Ez a szócikk részben vagy egészben  a   Corrin című angol Wikipédia-szócikk ezen változatának fordításán alapul.  Az eredeti cikk szerkesztőit annak laptörténete sorolja fel. Ez a jelzés csupán a megfogalmazás eredetét és a szerzői jogokat jelzi, nem szolgál a cikkben szereplő információk forrásmegjelöléseként.
- Ez a szócikk részben vagy egészben  a   Corrin című német Wikipédia-szócikk ezen változatának fordításán alapul.  Az eredeti cikk szerkesztőit annak laptörténete sorolja fel. Ez a jelzés csupán a megfogalmazás eredetét és a szerzői jogokat jelzi, nem szolgál a cikkben szereplő információk forrásmegjelöléseként.